# 大泉逸郎
大泉 逸郎（おおいずみ いつろう、1942年〈昭和17年〉4月17日 - ）は、日本の演歌歌手・シンガーソングライター。1999年、大泉本人の孫を歌った「孫」でメジャーデビュー、血液型はB型、身長163cm、体重70kg、趣味は熱帯魚飼育。

## 略歴
山形県西村山郡河北町出身。本業はサクランボ農家の経営者。2018年現在も地元でサクランボを栽培しながら歌手として活動している。
アマチュア民謡歌手として、1977年に東北・北海道民謡大賞を受賞したのをきっかけに、本格的に活動開始。初舞台は山形刑務所であった。2018年現在も毎月、山形刑務所での慰問・矯正授業活動を行っている。
1989年に初の演歌作品「演歌おくの細道」を発表し、「山形の演歌を育てる会」が製作したカセットテープ『山形演歌特選13曲集』に収録された。
1991年にはキングレコードからシングル「塩釜漁港」を発売し、1万6000本を売り上げた。「孫」が大ヒットし始めた（後述）頃、2000年にはカップリング曲だった「祝いの門出」をA面にして再発され、20万枚以上を売り上げた。
1994年に自らの初孫が誕生し、あまりの可愛さに、生後3日目に友人の荒木良治に作詞を依頼し、自らが作曲を担当した「孫」を制作。1996年、徳間ジャパンから自主制作盤が発売された。後の1999年、テイチクからメジャーデビュー盤として発売され、2018年時点で250万枚以上の売り上げを記録する大ヒットとなる。NHK紅白歌合戦にも58歳で初出場（当時の白組歌手の最年長初出場記録である）。その後も「孫びいき」「親ごころ」とスマッシュヒットを連発。コンスタントな活躍で演歌界に定着している。また、2001年発売の「これから音頭」も2002年4月時点で20万枚以上を売り上げ、全国各地の盆踊りで使われている。
2005年頃より通信カラオケシステムDAMの機種改良に伴い、同機種で配信する大泉の代表曲で背景映像に大泉本人が出演する映像が多く採用されている。また一部のLD版カラオケの「孫」でも大泉本人が出演する映像が採用されている。
民謡の大塚文雄とは実家が非常に近く、2人とも幼い頃から歌がうまいと近所では評判だった。
家族（長男）が白血病であったこともあり、骨髄バンク支援に熱心である。自身の骨髄を移植して息子の命を救った経緯がある。
地元のお茶屋さんからヒット曲「孫」と名づけられた煎茶が発売されている。
『孫』発売から1年ほど経った2000年、ある女性ファンから宛名に「山形県 孫様」とだけ書かれたファンレターが大泉の住所に届いて以来、同様の宛名でファンレターが届くようになった。さらに2014年には「孫様」だけで、2017年には「宮城 孫様」で大泉の住所に届いた。大泉の実孫はこのような宛名のファンレターが届いたことについて「はじめてのときは『は!?』って感じで、ちゃんと宛名書けよっと思った」と発言している。郵便局の対応処理であるためで基本的にはきちんと郵便番号、住所や氏名を書かないと宛先不明で戻ってくる場合がある。
実家のサクランボ農園では2001年、20kgのサクランボを盗まれる被害に遭い、2003年には独自の警備システムを導入した。
2011年1月に早期の脳梗塞になり、命に別状はなかったものの、2018年時点でも後遺症が残る。
川越浩司きらやか銀行頭取の親戚に当たる（川越の妹が、大泉の長男夫人）。

## ディスコグラフィ

### シングル
- 1・3：キングレコード、2・4〜：テイチク。

| #  | 発売日         | 曲順 | タイトル               | 作詞              | 作曲     | 編曲       | 規格品番   |
| -- | -------------- | ---- | ---------------------- | ----------------- | -------- | ---------- | ---------- |
| 1  | 1991年01月21日 | 01   | 塩釜漁港               | 高井幹雄 白岩英也 | いび雅彦 | 山田年秋   | KIDH-1015  |
| 1  | 1991年01月21日 | 02   | 祝いの門出             | 高井幹雄          | 峰よしお | 山田年秋   | KIDH-1015  |
| 2  | 1999年04月21日 | 01   | 孫                     | 荒木良治          | 大泉逸郎 | 花岡優平   | TEDA-10440 |
| 2  | 1999年04月21日 | 02   | 親ごころ               | 荒木良治          | 大泉逸郎 | 花岡優平   | TEDA-10440 |
| 3  | 2000年03月15日 | 01   | 祝いの門出             | 高井幹雄          | 峰よしお | 山田年秋   | KIDX-522   |
| 3  | 2000年03月15日 | 02   | 塩釜漁港               | 高井幹雄 白岩英也 | いび雅彦 | 山田年秋   | KIDX-522   |
| 4  | 2000年06月21日 | 01   | 孫びいき               | 荒木良治          | 大泉逸郎 | 池多孝春   | TEDA-10479 |
| 4  | 2000年06月21日 | 02   | いのち                 | 荒木良治          | 大泉逸郎 | 池多孝春   | TEDA-10479 |
| 5  | 2001年02月21日 | 01   | 母親ごころ             | 荒木良治          | 大泉逸郎 | 南郷達也   | TEDA-10496 |
| 5  | 2001年02月21日 | 02   | 息子よ                 | 荒木良治          | 大泉逸郎 | 池多孝春   | TEDA-10496 |
| 6  | 2001年08月22日 | 01   | これから音頭           | 荒木良治          | 大泉逸郎 | 池多孝春   | TEDA-10513 |
| 6  | 2001年08月22日 | 02   | 馬喰恋唄               | 荒木良治          | 大泉逸郎 | 池多孝春   | TEDA-10513 |
| 7  | 2002年01月23日 | 01   | 孫－女の子バージョン－ | 荒木良治          | 大泉逸郎 | 花岡優平   | TEDA-10533 |
| 7  | 2002年01月23日 | 02   | さんさ祝い唄           | 荒木良治          | 大泉逸郎 | 池多孝春   | TEDA-10533 |
| 8  | 2002年05月22日 | 01   | 雪の最上川             | 井山計一          | 大泉逸郎 | 池多孝春   | TEDA-10545 |
| 8  | 2002年05月22日 | 02   | 嫁入り峠               | 荒木良治          | 大泉逸郎 | 池多孝春   | TEDA-10545 |
| 9  | 2003年03月26日 | 01   | 嫁ぐ娘に               | 荒木良治          | 大泉逸郎 | 池多孝春   | TECE-11576 |
| 9  | 2003年03月26日 | 02   | こんな夫婦で           | 荒木良治          | 大泉逸郎 | 花岡優平   | TECE-11576 |
| 10 | 2004年02月25日 | 01   | なごり船               | 木下龍太郎        | 大泉逸郎 | 池多孝春   | TECA-11621 |
| 10 | 2004年02月25日 | 02   | 花しぐれ               | 仁井谷俊也        | 大泉逸郎 | 池多孝春   | TECA-11621 |
| 11 | 2004年09月23日 | 01   | 風雪峠                 | たかたかし        | 大泉逸郎 | 南郷達也   | TECA-11651 |
| 11 | 2004年09月23日 | 02   | ことぶきの舞           | 荒木良治          | 大泉逸郎 | 花岡優平   | TECA-11651 |
| 12 | 2005年05月11日 | 01   | ふるさと屋台           | 仁井谷俊也        | 大泉逸郎 | 南郷達也   | TECA-12006 |
| 12 | 2005年05月11日 | 02   | 道草人生               | 仁井谷俊也        | 大泉逸郎 | 南郷達也   | TECA-12006 |
| 13 | 2006年04月26日 | 01   | なかよし音頭           | 荒木良治          | 大泉逸郎 | 池多孝春   | TECA-12043 |
| 13 | 2006年04月26日 | 02   | まだまだ人生           | 荒木良治          | 大泉逸郎 | 池多孝春   | TECA-12043 |
| 14 | 2007年04月25日 | 01   | 孫も大きくなりました   | 荒木良治          | 大泉逸郎 | 南郷達也   | TECA-12091 |
| 14 | 2007年04月25日 | 02   | 紅花みれん             | 荒木良治          | 大泉逸郎 | 南郷達也   | TECA-12091 |
| 15 | 2008年04月23日 | 01   | 酒田港                 | 木下龍太郎        | 大泉逸郎 | 池多孝春   | TECA-12135 |
| 15 | 2008年04月23日 | 02   | 裏町氷雨               | 木下龍太郎        | 大泉逸郎 | 池多孝春   | TECA-12135 |
| 16 | 2009年04月22日 | 01   | ヤン衆港               | 木下龍太郎        | 大泉逸郎 | 南郷達也   | TECA-12175 |
| 16 | 2009年04月22日 | 02   | 戻り梅雨               | 木下龍太郎        | 大泉逸郎 | 南郷達也   | TECA-12175 |
| 17 | 2010年04月21日 | 01   | いのち                 | 荒木良治          | 大泉逸郎 | 南郷達也   | TECA-12226 |
| 17 | 2010年04月21日 | 02   | 三陸祝い唄             | くに多樹夫        | 大泉逸郎 | 池多孝春   | TECA-12226 |
| 18 | 2011年07月20日 | 01   | おばあちゃん           | 山上はるお        | 大泉逸郎 | 池多孝春   | TECA-12296 |
| 18 | 2011年07月20日 | 02   | ふるさと河北           | 荒木良治          | 大泉逸郎 | 池多孝春   | TECA-12296 |
| 19 | 2012年11月21日 | 01   | 人生横丁               | 仁井谷俊也        | 大泉逸郎 | 池多孝春   | TECA-12397 |
| 19 | 2012年11月21日 | 02   | 女房酒                 | 仁井谷俊也        | 大泉逸郎 | 池多孝春   | TECA-12397 |
| 20 | 2014年01月22日 | 01   | 路傍の花               | 坂口照幸          | 大泉逸郎 | 伊戸のりお | TECA-12498 |
| 20 | 2014年01月22日 | 02   | 新庄恋しや             | 坂口照幸          | 大泉逸郎 | 伊戸のりお | TECA-12498 |
| 21 | 2015年05月20日 | 01   | 爺の海                 | 渡部晃            | 大泉逸郎 | 伊戸のりお | TECA-13605 |
| 21 | 2015年05月20日 | 02   | 金婚祝い唄             | 荒木良治          | 大泉逸郎 | 伊戸のりお | TECA-13605 |
| 22 | 2016年05月18日 | 01   | 鞍馬街道               | 木下龍太郎        | 大泉逸郎 | 伊戸のりお | TECA-13681 |
| 22 | 2016年05月18日 | 02   | 指笛峠                 | 木下龍太郎        | 大泉逸郎 | 伊戸のりお | TECA-13681 |
| 23 | 2017年05月17日 | 01   | 婿どの                 | 仁井谷俊也        | 大泉逸郎 | 伊戸のりお | TECA-13763 |
| 23 | 2017年05月17日 | 02   | 望郷さんさ時雨         | 仁井谷俊也        | 大泉逸郎 | 伊戸のりお | TECA-13763 |
| 24 | 2018年06月20日 | 01   | 二度とない人生だから   | 麻こよみ          | 大泉逸郎 | 伊戸のりお | TECA-13846 |
| 24 | 2018年06月20日 | 02   | 孫－女の子バージョン－ | 荒木良治          | 大泉逸郎 | 花岡優平   | TECA-13846 |
| 25 | 2019年06月19日 | 01   | 芙蓉の花のように       | 槙桜子            | 大泉逸郎 | 伊戸のりお | TECA-13931 |
| 25 | 2019年06月19日 | 02   | 立呑み酒場             | みやま清流        | 大泉逸郎 | 伊戸のりお | TECA-13931 |
| 26 | 2020年06月10日 | 01   | ありがてぇなあ         | 槙桜子            | 大泉逸郎 | 南郷達也   | TECA-20034 |
| 26 | 2020年06月10日 | 02   | 雪の最上川             | 井山計一          | 大泉逸郎 | 池多孝春   | TECA-20034 |

### アルバム
| 発売日         | タイトル                         | 規格品番   |
| -------------- | -------------------------------- | ---------- |
| 2000年03月23日 | 孫〜大泉逸郎ふるさと・祝い唄     | TECE-30157 |
| 2001年03月23日 | 母親ごころ〜大泉逸郎家族愛を唄う | TECE-30217 |
| 2001年10月24日 | 全曲集〜これから音頭〜           | TECE-30260 |
| 2002年10月23日 | 全曲集〜雪の最上川〜             | TECE-30337 |
| 2003年09月25日 | 2004年全曲集                     | TECE-30413 |
| 2004年11月24日 | 2005年全曲集                     | TECE-30523 |
| 2005年10月26日 | 2006年全曲集                     | TECE-30602 |
| 2006年10月25日 | 2007年全曲集                     | TECE-30663 |
| 2007年10月24日 | 2008年全曲集                     | TECE-30723 |
| 2008年06月25日 | 大泉逸郎 日本の郷愁を唄う        | TECE-20773 |
| 2008年10月22日 | 2009年全曲集                     | TECE-30787 |
| 2009年10月21日 | 2010年全曲集                     | TECE-30856 |
| 2010年09月22日 | 2011年全曲集                     | TECE-30937 |
| 2011年10月19日 | 2012年全曲集                     | TECE-3014  |
| 2012年12月12日 | 2013年全曲集                     | TECE-3098  |
| 2013年10月23日 | 2014年全曲集                     | TECE-3187  |
| 2014年09月17日 | 2015年全曲集                     | TECE-3271  |
| 2015年09月16日 | 2016年全曲集                     | TECE-3323  |
| 2016年10月19日 | 2017年全曲集                     | TECE-3398  |
| 2017年11月15日 | 2018年全曲集                     | TECE-3461  |
| 2018年10月17日 | 2019年全曲集                     | TECE-3513  |
| 2019年10月16日 | 2020年全曲集                     | TECE-3547  |
| 2021年10月20日 | 全曲集                           | TECE-3646  |

## 主な出演番組
- 午後は○○おもいッきりテレビ（日本テレビ） - 準レギュラー
- 金曜エンタテイメント「孫」（2000年、フジテレビ）
- NHK歌謡コンサート、うたコン（NHK総合）
- BS日本のうた（NHK-BS2）
- 家族で選ぶにっぽんの歌（2000年11月23日、NHK総合）
- NHKのど自慢（NHK総合）ゲスト出演
- ハートネットTV リハビリ・介護を生きる「私のリハビリ体験記」（2013年11月20日、NHK教育）

### NHK紅白歌合戦出場歴
| 年度/放送回               | 回 | 曲目 | 出演順 | 対戦相手 |
| ------------------------- | -- | ---- | ------ | -------- |
| 2000年（平成12年）/第51回 | 初 | 孫   | 06/28  | 伍代夏子 |

注意点
- 出演順は「出演順/出場者数」で表す。

## CM
- 山形県経済農業協同組合連合会・全国農業協同組合連合会山形県本部「はえぬき」（2000年 - 2002年）
- やずやテレビショッピング「青魚の知恵」（2017年 - ）夫婦で出演
- サンエーフード山形「とんかつ とん八」

## 著書
- 『命よ孫よ 骨髄移植をのりこえた家族の絆-その全記録』光文社, 2000.12
- 『孫 男ふたりの人生のうた』荒木良治共著. ワニブックス, 2000.9
- 『日本一こころ温まる孫への手紙』編著. アスキー, 2000.9